# Complejo metamórfico Bahía Mansa
El complejo metamórfico Bahía Mansa o CMBM, es un grupo de formaciones geológicas metamórficas de la Cordillera de la Costa en el sur de Chile. Está formada principalmente por esquistos pelíticos, metagrauvacas y metavolcánicas máficas de tipo oceánico. El complejo debe su nombre a la localidad tipo Bahía Mansa en la Región de Los Lagos.

## Geología
El complejo se compone de un conjunto heterogéneo de rocas metamórficas extensamente expuestas en la Cordillera de la Costa, entre los 39°30'S y 42°00'S (aproximadamente entre Mehuín y la península de Lacuy en Chiloé). Forma parte de la Serie Occidental del basamento metamórfico de Chile Central Sur, interpretadas actualmente como un complejo de acreción basal. Se caracteriza por un metamorfismo generalizado de facies de esquistos verdes asociado con una foliación regional que se extiende aproximadamente en dirección NW-SE y se inclina con ángulos moderados hacia el NE o SW.
Consiste de cuatro asociaciones litológicas principales: esquistos pelíticos a semipelíticos, esquistos máficos, rocas máficas y ultramáficas, con foliación bien desarrollada y con fracturamiento moderado a alto, y milonitas-ultramilonitas. Los esquistos pelíticos a semipelíticos afloran en acantilados costeros como rocas de color gris y aspecto lustroso, con abundante mica blanca y grafito, y presencia de cuarzo, albita, clorita, epidota y titanita. Los esquistos máficos constituyen esquistos de color verde oscuro, con abundante clorita de grano muy fino. Afloran como rocas verde-pardas. En el sector de San Carlos, en el camino a Pucatrihue y en Curiñanco, se observan relictos de probables lavas acojinadas, mientras que en la cordillera del Sarao se ha reconocido un lente intrusivo hipabisal, de textura porfídica de color gris verdoso y composición traquítica.
La asociación litológica de rocas máficas y ultramáficas incluye serpentina y cuerpos metagabrodioríticos dentro de franjas de esquistos máficos. Las rocas de los márgenes de los cuerpos ultramáficos se presentan fuertemente foliadas y recristalizadas, con nódulos masivos de actinolita y cuarzo, lo cual ha sugerido un emplazamiento tectónico. Asimismo, la presencia de abundante magnetita dentro de los cuerpos ultramáficos, ha sido sindicada como una de las    posibles fuentes de las anomalías magnéticas de orientación NW-SE observadas en los mapas magnéticos de este segmento de la cordillera de la Costa. Finalmente, los afloramientos más importantes de la asociación litológica milonitas-ultramilonitas se encuentran en las playas Tril-Tril y Chaiguaco y en Punta Quillagua.
Se han indicado edades carboníferas y pérmica-triásicas para los dos eventos de deformación y    metamorfismo mejor reconocidos en el CMBM. La información geocronológica sugiere que las rocas más antiguas del complejo son de origen magmático, con una probable edad mínima datando del Devónico Inferior, y que los episodios de sedimentación y los subsecuentes eventos de deformación y metamorfismo que le fueron dando forma ocurrieron de manera relativamente continua y cíclica entre el Devónico Medio y el Pérmico-Triásico, en el margen suroccidental de Gondwana.Los estudios geoquímicos en las metapelitas del CMBM apoyan un origen detrítico derivado de la erosión de una corteza continental, mientras que las rocas metavolcánicas del complejo muestran una composición basáltica de afinidades toleíticas y alcalinas con basaltos de la dorsal oceánica media.